# Piotr Sikora (teolog)
Piotr Sikora (ur. 1971) – polski teolog katolicki, filozof, publicysta religijny, doktor habilitowany. Członek redakcji Tygodnika Powszechnego oraz bloger.

## Praca naukowa
Jest absolwentem filozofii na Uniwersytecie Jagiellońskim oraz teologii katolickiej na Papieskiej Akademii Teologicznej w Krakowie. W 2002 został doktorem filozofii na podstawie pracy „Dyskurs religijny w perspektywie filozofii Hilarego Putnama”. W tym samym roku został pracownikiem naukowym Papieskiej Akademii Teologicznej, gdzie pracował w Międzywydziałowym Instytucie Ekumenii i Dialogu Międzyreligijnego oraz prowadził zajęcia z teologii fundamentalnej. Od 2009 jest zatrudniony na stanowisku adiunkta w Katedrze Filozofii Religii i Dialogu Międzyreligijnego w Akademii Ignatianum w Krakowie, gdzie wykłada filozofię religii. W 2012 uzyskał habilitację.

## Publikacje
Jest autorem książek Słowa i zbawienie. Dyskurs religijny w perspektywie filozofii Hilarego Putnama (2004) oraz Logos niepojęty (2010), za którą otrzymał w 2011 Nagrodę im. księdza Józefa Tischnera w kategorii „pisarstwo religijne lub filozoficzne”. Jest jednym z redaktorów działu Wiara Tygodnika Powszechnego, autorem m.in. Credo katolika otwartego, programowego tekstu opublikowanego przez to pismo w październiku 2012. Prowadzi dwa blogi: Kto szuka w serwisie Areopag XXI oraz Ortodoksja bez przyzwoitek w serwisie blogów Tygodnika Powszechnego. Jest propagatorem medytacji chrześcijańskiej.